# 斯蒂夫·坎塔梅萨
斯蒂夫·坎塔梅萨（英語：Steve Cantamessa）美国音频工程师。他赢得了1次奥斯卡最佳音响效果奖。自1978年起，坎塔梅萨参与制作了75多部电影。

## 部分影视作品
坎塔梅萨赢得过1次奥斯卡金像奖。
获奖
- 灵魂歌王 (2004)[1]

其它
- 消失的爱人 (2014)